# Konstantin Nikolaevič Batjuškov
Konstantin Nikolaevič Batjuškov (IPA: [kənstɐnʲˈtʲin nʲɪkɐˈlajɪvʲɪtɕ ˈbatʲʊʂkəf]) (in russo: Константи́н Никола́евич Ба́тюшков; Vologda, 18 maggio 1787 – Vologda, 7 luglio 1855) è stato un poeta russo, la cui poesia, caratterizzata dalla ricerca nella lingua russa di sonorità dolci e "italiane", ebbe notevole influenza su Aleksandr S. Puškin.

## Biografia
Nato a Vologda, nella Russia occidentale, quarto figlio di una famiglia di antica nobiltà, dei suoi primi anni non si hanno notizie certe.
Dal 1797 al 1800 compì i primi studi accertati a San Pietroburgo, presso una scuola privata dove apprese il francese ed il tedesco. Ebbe modo di imparare l'italiano presso la scuola diretta dal signor Tripoli, che frequentò dal 1801 e dove si diplomò l'anno successivo. Il suo primo scritto fu pubblicato nel 1801 con l'aiuto di un conoscente di famiglia, che fece mandare alle stampe la sua traduzione in francese del discorso del metropolita Platon fatto in occasione dell'incoronazione dello zar Alessandro I.
Da una lettera inviata a Nikolaj I. Gnedič e datata 10 ottobre 1810, è lo stesso poeta a riferire il particolare della datazione della sua prima opera, dichiarando di averla scritta all'età di quindici anni. Nella lettera riportò anche due versi della stessa. La circostanza non è altrimenti documentata.
Dopo il diploma, fu ospite di un cugino paterno, Michail N. Murav'ëv, (che dal 1787 fu precettore del granduca Alessandro, divenuto poi zar) e poeta lui stesso. La sua vicinanza esercitò una notevole influenza, riconosciuta dallo stesso Batjuškov, sulla sua formazione, indirizzandone gli interessi verso la letteratura classica e avvicinandolo alla lingua latina. E sarà lo stesso nipote, insieme a Vasilij A. Žukovskij, a curarne la Polnoe sobranie sočinenij (Raccolta completa delle opere), nel 1819/20.
La sua predilezione del mondo classico si rispecchiò anche nella sua opera, caratterizzata da richiami ancora settecenteschi, in senso classicista, a differenza dello stesso Žukovskij, più proiettato verso una lirica tendenzialmente romantica, ma con lo stesso condivise l'avversione all'utilizzo di arcaismi derivati dallo slavo ecclesiastico. Il suo linguaggio poetico si presenta scevro da qualsiasi rudezza, la cui grazia e delicatezza è così distante dal russo virile di Gavriil R. Deržavin.
Con lo scoppio delle guerre napoleoniche, si arruolò nell'esercito, partecipando alle campagne del 1807-1809, rimanendo gravemente ferito nella battaglia di Heilsberg, e successivamente nella campagna del 1813-1814, combattendo a Lipsia. Nel 1817 pubblicò Opyty v stikach i proze, (Saggi in versi e in prosa), una raccolta di critiche in poesia e prosa. A quel tempo la fama di Batjuškov come poeta era già diffusa, venendo considerato, al pari di Žukovskij, il principale esponente della corrente karamziniana. Entrò a far parte dell'Arzamas e partecipò all'intenso dibattito che vedeva coinvolti le due maggiori personalità della letteratura dell'epoca, Karamzin, appunto, e Aleksandr S. Šiškov.
Nel 1818 partì per un viaggio con un incarico diplomatico, raggiungendo Napoli. La lunga permanenza in Italia, durata tre anni, gli rese possibile un approfondimento della conoscenza della lingua e della letteratura italiana. In questo periodo le sue crisi depressive si fecero frequenti, e al ritorno in patria la sua salute mentale si aggravò, e le fasi della malattia, da alterne quali erano, si trasformarono in uno stato cronico ed irreversibile, con rarissimi momenti di lucidità, portando il poeta a vivere in questa condizione di alienazione fino alla morte, avvenuta nel 1855.
La sua non vasta produzione consta prevalentemente di alcune elegie e liriche. Come epigono di Karamzin, ne continuò l'opera di modernizzazione del linguaggio poetico. La sua profonda avversione per lo slavo ecclesiastico e la sua continua ricerca di una lingua armoniosa lo portarono a produrre lavori in cui la dolcezza del verso è finalizzata alla rappresentazione di temi richiamanti la tradizione letteraria latina, con particolare attenzione a Tibullo.